# Деревенко Олена Аркадіївна
Олена Аркадіївна Деревенко (ур. Череватова; 17 березня 1970, Сальськ, Ростовська область, Росія) — українська веслувальниця, призер Олімпійських ігор.
Олена Череватова тренувалася у Вінниці в спортивних товариствах «Спартак» та «Динамо».
Олімпійську медаль вона виборола на афінській Олімпіаді в складі байдарки-четвірки України.
Срібна призерка чемпіонату світу 2003 року Атланта (США) К-4 1000 м.
Чемпіонка Європи 2004 року Познань (Польща) К-4 500 м.